# Atractus paravertebralis
Atractus paravertebralis är en ormart som beskrevs av Henle och Ehrl 1991. Atractus paravertebralis ingår i släktet Atractus och familjen snokar. Inga underarter finns listade.
Arten endast känd från ett litet område vid Tambopatafloden i södra Peru (region Madre de Dios). Det är inte känt vilket habitat Atractus paravertebralis föredrar. Antagligen gräver den liksom andra släktmedlemmar i marken. I regionen växer främst tropiska regnskog. Honor lägger troligen ägg.
I området pågår intensivt skogsbruk och gruvdrift. Hur Atractus paravertebralis påverkas är inte utrett. IUCN kategoriserar arten globalt som otillräckligt studerad.